# Prêmio Saturno de 2018
O Prêmio Saturno de 2018, apresentado pela Academia de Ficção Científica, Fantasia e Filmes de terror em homenagem o melhor em ficção científica, fantasia, horror e outros gêneros pertencentes a ficção de gênero em filmes, televisão, lançamentos de mídia em casa e produções de teatro locais desde fevereiro de 2017 a fevereiro de 2018, será realizada em junho de 2018, em Burbank, Califórnia.
As nomeações foram anunciadas em 15 de março de 2018. No cinema, Black Panther liderou as indicações com catorze anos, seguido de Star Wars: The Last Jedi com treze e Blade Runner 2049 e The Shape of Water com nove cada um. Na televisão, The Walking Dead liderou as indicações pelo quarto ano consecutivo com sete, seguido do recém-chegado Star Trek: Discovery com cinco. Seis pessoas obtiveram duas indicações, incluindo duas indicações de Melhor Roteiro para Michael Green e indicações em filmes e TV para a atriz Danai Gurira.

## Indicados e vencedores

### Cinema
| Melhor Filme baseado em história em quadrinhos - Black Panther - Guardians of the Galaxy Vol. 2 - Logan - Spider-Man: Homecoming - Thor: Ragnarok - Wonder Woman | Melhor Filme de Ficção Científica - Blade Runner 2049 - Alien: Covenant - Life - Star Wars: The Last Jedi - Valerian and the City of a Thousand Planets - War for the Planet of the Apes |
| Melhor Filme de Fantasia - The Shape of Water - Beauty and the Beast - Downsizing - Jumanji: Welcome to the Jungle - Kong: Skull Island - Paddington 2 | Melhor Filme de Terror - Get Out - 47 Meters Down - Annabelle: Creation - Better Watch Out - It - Mother! |
| Melhor Filme de Ação/Aventura - The Greatest Showman - Baby Driver - Dunkirk - The Fate of the Furious - Hostiles - Kingsman: The Golden Circle | Melhor Filme Thriller - Three Billboards Outside Ebbing, Missouri - Brawl in Cell Block 99 - Murder on the Orient Express - The Post - Suburbicon - Wind River |
| Melhor Direção - Ryan Coogler – Black Panther - Guillermo del Toro – The Shape of Water - Patty Jenkins – Wonder Woman - Rian Johnson – Star Wars: The Last Jedi - Jordan Peele – Get Out - Matt Reeves – War for the Planet of the Apes - Denis Villeneuve – Blade Runner 2049 | Melhor Roteiro - Star Wars: The Last Jedi – Rian Johnson - Black Panther – Ryan Coogler e Joe Robert Cole - Blade Runner 2049 – Hampton Fancher e Michael Green - Get Out – Jordan Peele - Logan – Scott Frank, James Mangold e Michael Green - The Shape of Water – Guillermo del Toro e Vanessa Taylor - Wonder Woman – Allan Heinberg                                                                                        |
| Melhor Ator em Cinema - Mark Hamill como Luke Skywalker – Star Wars: The Last Jedi - Andy Serkis como Caesar – War for the Planet of the Apes - Ryan Gosling como K – Blade Runner 2049 - Vince Vaughn como Bradley Thomas – Brawl in Cell Block 99 - Hugh Jackman como Wolverine / Logan – Logan - Daniel Kaluuya como Chris Washington – Get Out - Chadwick Boseman como T'Challa / Pantera Negra – Black Panther | Melhor Atriz em Cinema - Gal Gadot como Diana Prince / Mulher-Maravilha – Wonder Woman - Daisy Ridley como Rey – Star Wars: The Last Jedi - Sally Hawkins como Elisa Esposito – The Shape of Water - Emma Watson como Belle – Beauty and the Beast - Lupita Nyong'o como Nakia – Black Panther - Rosamund Pike como Rosalie Quaid – Hostiles - Frances McDormand como Mildred Hayes – Three Billboards Outside Ebbing, Missouri |
| Melhor Ator Coadjuvante em Cinema - Patrick Stewart como Professor Charles Xavier – Logan - Chris Pine como Steve Trevor – Wonder Woman - Harrison Ford como Rick Deckard – Blade Runner 2049 - Bill Skarsgård como It / Pennywise – It - Michael Rooker como Yondu – Guardians of the Galaxy Vol. 2 - Michael Keaton como Adrian Toomes / Abutre – Spider-Man: Homecoming - Michael B. Jordan como N'Jadaka / Erik "Killmonger" Stevens – Black Panther                                                                                            | Melhor Atriz Coadjuvante em Cinema - Danai Gurira como Okoye – Black Panther - Lois Smith como Marjorie – Marjorie Prime - Carrie Fisher como General Leia Organa – Star Wars: The Last Jedi - Ana de Armas como Joi – Blade Runner 2049 - Kelly Marie Tran como Rose Tico – Star Wars: The Last Jedi - Octavia Spencer como Zelda Delilah Fuller – The Shape of Water - Tessa Thompson como Valquíria – Thor: Ragnarok         |
| Melhor Performance de ator/atriz jovem - Tom Holland como Peter Parker / Homem-Aranha – Spider-Man: Homecoming - Dafne Keen como Laura Kinney / X-23 – Logan - Sophia Lillis como Beverly Marsh – It - Millicent Simmonds como Rose – Wonderstruck - Jacob Tremblay como August "Auggie" Pullman – Wonder - Letitia Wright como Shuri – Black Panther - Zendaya como Michelle "MJ" Jones – Spider-Man: Homecoming | Melhor Design de Produção - Black Panther – Hannah Beachler - Beauty and the Beast – Sarah Greenwood - Blade Runner 2049 – Dennis Gassner - The Shape of Water – Paul Denham Austerberry - Star Wars: The Last Jedi – Rick Heinrichs - Valerian and the City of a Thousand Planets – Hugues Tissandier |
| Melhor Edição - Star Wars: The Last Jedi – Bob Ducsay - Black Panther – Michael P. Shawver e Claudia Castello - The Fate of the Furious – Christian Wagner e Paul Rubell - Get Out – Gregory Plotkin - Logan – Michael McCusker e Dirk Westervelt - The Shape of Water – Sidney Wolinsky | Melhor Trilha Sonora - Coco – Michael Giacchino - Black Panther – Ludwig Göransson - The Greatest Showman – John Debney e Joseph Trapanese - The Shape of Water – Alexandre Desplat - Star Wars: The Last Jedi – John Williams - Wonderstruck – Carter Burwell |
| Melhor Figurino - Beauty and the Beast – Jacqueline Durran - Black Panther – Ruth E. Carter - The Greatest Showman – Ellen Mirojnick - Star Wars: The Last Jedi – Michael Kaplan - Valerian and the City of a Thousand Planets – Olivier Bériot - Wonder Woman – Lindy Hemming | Melhor Maquiagem - Black Panther – Joel Harlow e Ken Diaz - Blade Runner 2049 – Donald Mowat - Guardians of the Galaxy Vol. 2 – John Blake e Brian Sipe - It – Alec Gillis, Sean Sansom, Tom Woodruff, Jr. e Shane Zander - The Shape of Water – Mike Hill e Shane Mahan - Star Wars: The Last Jedi – Peter Swords King e Neal Scanlan - Wonder – Arjen Tuiten                                                                  |
| Melhores Efeitos Especiais - Guardians of the Galaxy Vol. 2 – Christopher Townsend, Guy Williams, Jonathan Fawkner e Dan Sudick - Black Panther – Geoffrey Baumann, Craig Hammack, e Dan Sudick - Blade Runner 2049 – John Nelson, Paul Lambert, Richard R. Hoover e Gerd Nefzer - Kong: Skull Island – Stephen Rosenbaum, Jeff White, Scott Benza e Mike Meinardus - Star Wars: The Last Jedi – Ben Morris, Mike Mulholland, Chris Corbould e Neal Scanlan - War for the Planet of the Apes – Joe Letteri, Dan Lemmon, Daniel Barrett e Joel Whist | Melhor Filme Independente - Wonder - I, Tonya - LBJ - Lucky - Professor Marston and the Wonder Women - Super Dark Times - Wonderstruck |
| Melhor Filme Internacional - Baahubali 2: The Conclusion - Brimstone - The Lodgers - The Man Who Invented Christmas - The Square - Wolf Warrior 2 | Melhor Filme de Animação - Coco - Cars 3 - Despicable Me 3 - The Boss Baby - Your Name |

### Televisão
| Melhor Série de Super-Herói Adaptada - Arrow - Black Lightning - The Flash - Legends of Tomorrow - Gotham - Marvel's Agents of S.H.I.E.L.D. - Supergirl | Melhor Série de Ficção Científica - The Orville - The 100 - Colony - Doctor Who - The Expanse - Salvation - The X-Files |
| Melhor Série de Fantasia - Outlander - American Gods - Game of Thrones - The Good Place - Knightfall - The Librarians - The Magicians | Melhor Série de Terror - The Walking Dead - American Horror Story: Cult - Ash vs Evil Dead - Fear the Walking Dead - Preacher - The Strain - Teen Wolf |
| Melhor Série de Ação ou Thriller - Better Call Saul - The Alienist - Animal Kingdom - Fargo - Into the Badlands - Mr. Mercedes - Riverdale | Melhor Apresentacão de Televisão - Twin Peaks: The Return - Channel Zero - Descendants 2 - Doctor Who: "Twice Upon a Time" - Mystery Science Theatre 3000: The Return - Okja - The Sinner |
| Melhor Ator em Série de Televisão - Kyle MacLachlan como Dale Cooper – Twin Peaks: The Return - Seth MacFarlane como Ed Mercer – The Orville - Bruce Campbell como Ash Williams – Ash vs Evil Dead - Andrew Lincoln como Rick Grimes – The Walking Dead - Sam Heughan como Jamie Fraser – Outlander - Ricky Whittle como Shadow Moon – American Gods - Jason Isaacs como Capitão Gabriel Lorca – Star Trek: Discovery - Jon Bernthal como Frank Castle / Justiceiro – The Punisher                                                                                                  | Mehor Atriz em Série de Televisão - Sonequa Martin-Green como Michael Burnham – Star Trek: Discovery - Mary Elizabeth Winstead como Nikki Swango – Fargo - Gillian Anderson como Dana Scully – The X-Files - Adrianne Palicki como Comandante Kelly Grayson – The Orville - Melissa Benoist como Kara Danvers / Supergirl – Supergirl - Caitriona Balfe como Claire Fraser – Outlander - Lena Headey como Cersei Lannister – Game of Thrones - Sarah Paulson como Ally Mayfair-Richards e Susan Atkins – American Horror Story: Cult                              |
| Melhor Ator Coadjuvante em Série de Televisão - Michael McKean como Chuck McGill – Better Call Saul - Nikolaj Coster-Waldau como Jaime Lannister – Game of Thrones - Christian Kane como Jacob Stone – The Librarians - Khary Payton como Ezekiel – The Walking Dead - Miguel Ferrer como Albert Rosenfield – Twin Peaks: The Return - Kit Harington como Jon Snow – Game of Thrones - Doug Jones como Saru – Star Trek: Discovery - Evan Peters como Kai Anderson, Andy Warhol, Marshall Applewhite, David Koresh, Jim Jones, Jesus e Charles Manson – American Horror Story: Cult | Melhor Atriz Coadjuvante em Série de Televisão - Rhea Seehorn como Kimberly "Kim" Wexler – Better Call Saul - Adina Porter como Beverly Hope – American Horror Story: Cult - Danai Gurira como Michonne – The Walking Dead - Krysten Ritter como Jessica Jones – The Defenders - Candice Patton como Iris West – The Flash - Odette Annable como Samantha Arias / Reign – Supergirl - Dakota Fanning como Sara Howard – The Alienist - Melissa McBride como Carol Peletier – The Walking Dead                                                                     |
| Melhor Performance de ator/atriz jovem em Série de Televisão - Chandler Riggs como Carl Grimes – The Walking Dead - KJ Apa como Archie Andrews – Riverdale - Lili Reinhart como Betty Cooper – Riverdale - Max Charles como Zach Goodweather – The Strain - Cole Sprouse como Jughead Jones – Riverdale - David Mazouz como Bruce Wayne – Gotham - Millie Bobby Brown como Eleven – Stranger Things - Alycia Debnam-Carey como Alicia Clark – Fear the Walking Dead | Melhor Participação Especial em Série de Televisão - David Lynch como Gordon Cole – Twin Peaks: The Return - Michelle Yeoh como Capitã Philippa Georgiou / Imperatriz Georgiou – Star Trek: Discovery - Rachel Nichols como Nicole Noone – The Librarians - Jesse Plemons como Robert Daly – Black Mirror - Hartley Sawyer como Ralph Dibny / Homem Elástico – The Flash - Bryan Cranston como Silas Herric – Philip K. Dick's Electric Dreams - Michael Greyeyes como Qaletqa Walker – Fear the Walking Dead - Jeffrey Dean Morgan como Negan – The Walking Dead |
| Melhor Série de Animação - Star Wars Rebels - Archer - BoJack Horseman - Cloudy with a Chance of Meatballs - Family Guy - Rick and Morty - The Simpsons | Melhor Série Estreante - Star Trek: Discovery - Altered Carbon - Black Mirror - The Handmaid's Tale - Mindhunter - Philip K. Dick’s Electric Dreams - Stranger Things |
| Melhor Série de Super-Herói Estreante - Marvel's The Punisher - Future Man - The Defenders - Iron Fist - Marvel's Runaways - The Tick | |